# بيير فرنسوا كزافييه دي رام
بيير فرنسوا كزافييه دي رام هو مؤرخ بلجيكي، ولد في 2 سبتمبر 1804 في لوفان في بلجيكا، وتوفي بنفس المكان في 14 مايو 1865.